# Берцано-ди-Сан-Пьетро
Берцано-ди-Сан-Пьетро (итал. Berzano di San Pietro) — коммуна в Италии, располагается в регионе Пьемонт, в провинции Асти.
Население составляет 437 человек (2008 г.), плотность населения составляет 57 чел./км². Занимает площадь 7 км². Почтовый индекс — 14020. Телефонный код — 011.
Покровителем коммуны почитается святой апостол Пётр, празднование 29 июня.

## Демография
Динамика населения:

## Администрация коммуны
- Официальный сайт: